# STS-97
STS-97 (englisch Space Transportation System) ist die Missionsbezeichnung für einen Flug des US-amerikanischen Space Shuttles Endeavour (OV-105) der NASA. Der Start erfolgte am 1. Dezember 2000. Es war die 101. Space-Shuttle-Mission, der 15. Flug der Raumfähre Endeavour und der sechste Flug eines Shuttles zur Internationalen Raumstation (ISS).

## Mannschaft
- Brent Jett (3. Raumflug), Kommandant
- Michael Bloomfield (2. Raumflug), Pilot
- Marc Garneau (3. Raumflug), Missionsspezialist ( CSA/ Kanada)
- Carlos Noriega (2. Raumflug), Missionsspezialist
- Joseph Tanner (3. Raumflug), Missionsspezialist

## Missionsüberblick
Bei der STS-97 handelte es sich um einen weiteren Ausrüstungsflug für die Internationale Raumstation. Neben dem  P6-Strukturelement wurden die Hauptphotovoltaikpaneele und Radiatoren zu deren Kühlung geliefert. Insgesamt war die Endeavour fünf Tage mit der ISS verbunden, während die Crew drei Ausstiege (EVAs) durchführte, um die Montage der mitgebrachten Elemente durchzuführen. Das Strukturelement P6 war mit 17 Tonnen Masse das bisher schwerste Modul, das für die ISS geliefert wurde. Die Solarmodule mussten im gefalteten Zustand transportiert werden. Entfaltet misst ein Solarmodul ca. 73 Meter.

## Missionsverlauf
Mit der Endeavour gelangte das erste seitliche Gitterstrukturelement P6 mit Solarzellenpaneelen, Batterien und Radiatoren zur internationalen Raumstation. Es wurde nach dem Andocken am zweiten Flugtag mit dem Manipulator des Shuttle aus der Ladebucht gehoben. So konnten sich alle Teile des Moduls an die Temperaturen im freien Weltraum anpassen. Anschließend wurden mehrere Frachtboxen in die Kopplungsschleuse zwischen Shuttle und Unity transportiert. Die Besatzung der Station holte sie später dort ab. Werden vom Shuttle aus Außenbordeinsätze durchgeführt, dann wird der Druck im Shuttle abgesenkt. Dadurch gewöhnen sich die Außenbordarbeiter an einen niedrigeren Luftdruck, der später auch in ihren Raumanzügen herrscht. Die US-Astronauten atmen in ihren Raumanzügen reinen Sauerstoff. Durch den niedrigeren Druck blähen sich die Raumanzüge nicht so stark auf und können leichter gebaut werden. Auch bleiben die Finger beweglicher. In der Raumstation dagegen herrscht der normale Luftdruck. Deshalb konnte erst nach Abschluss der Außenbordarbeiten der Druck ausgeglichen werden und ein kurzer Umstieg erfolgen.

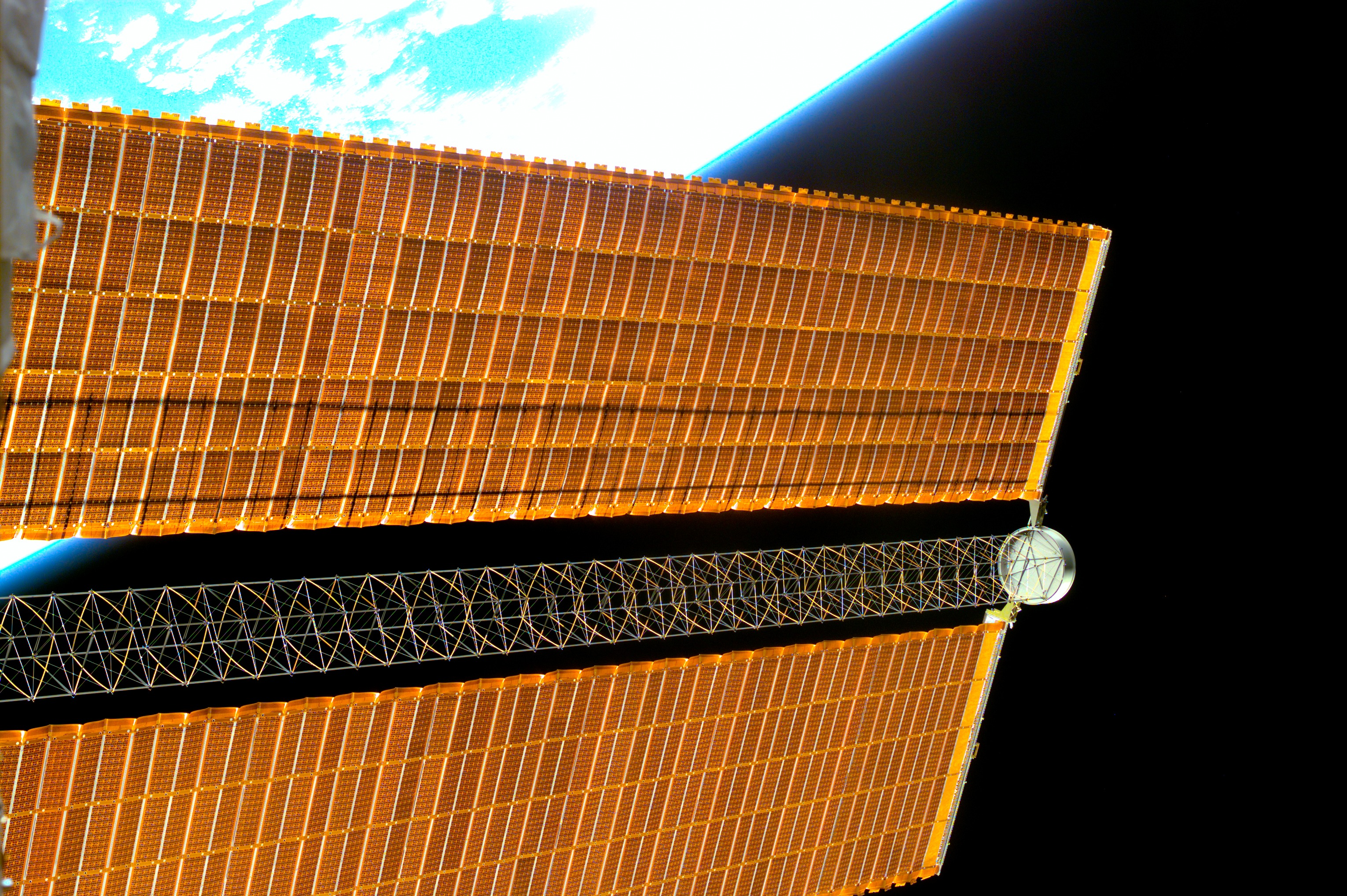
Photovoltaikpaneel

Am 3. Dezember stiegen die Astronauten Tanner und Noriega für 7 Stunden und 33 Minuten aus dem Shuttle, führten Vorbereitungsarbeiten für die Montage des Energiemoduls aus und überwachten dessen Ankopplung an das Gitterelement Z1. Anschließend verbanden sie mehrere Energie- und Datenkabel und lösten Verriegelungen am Ausfahrmechanismus der Solarzellenpaneele. Während sich Paneel 1 innerhalb von 13 Minuten ausfahren ließ, schlug dies beim zweiten Paneel zunächst fehl, da sich eine Verriegelung nicht löste. Dies gelang im zweiten Anlauf. Das Paneel wurde am vierten Flugtag in mehreren Etappen bedeutend langsamer als das erste ausgefahren. Beim schnellen Entfalten des ersten Paneels waren die Spanndrähte aus ihrer Führung gesprungen. Deshalb entschied man sich beim zweiten Paneel für ein anderes Verfahren.
Bei einem zweiten Ausstieg am 5. Dezember (6:37 Stunden) verbanden Tanner und Noriega elektrische Leitungen zwischen dem neu entstandenen Gitterverbund P6/Z1 und dem Modul Unity. Alle 12 Batterien waren bereits aufgeladen und lieferten wenig später den ersten Strom für die Station. Außerdem wurden nicht mehr benötigte Temperaturschutzabdeckungen abgebaut, die S-Band-Antenne an ihren endgültigen Standort verlegt, Kühlmittelleitungen installiert und die Verriegelung eines Radiators gelöst. Dieser wurde später ausgefahren und dient der Wärmeregulierung der Solarzellenflächen. Schließlich lösten Tanner und Noriega Kabel am zweiten Kopplungsadapter von Unity. Dieser wurde bei der Ankunft des Forschungsmoduls Destiny an einen anderen Standort verlegt. Bei allen Arbeiten unterstützte Marc Garneau die Außenbordmonteure mit dem Manipulatorarm des Shuttle.

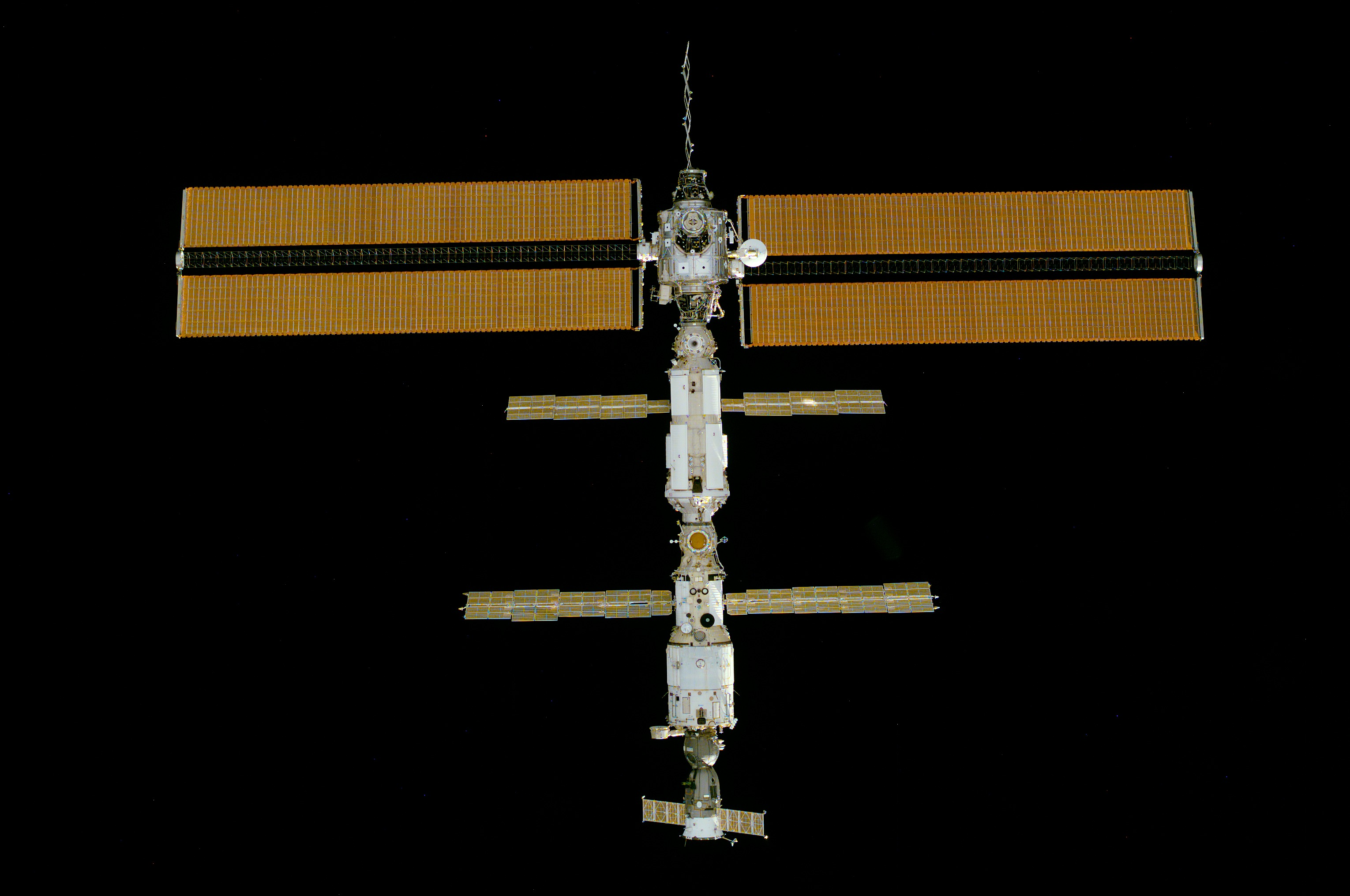
ISS, aufgenommen nach dem Abkoppeln des Shuttles am 9. Dezember 2000

Der dritte Ausstieg am 7. Dezember (5:10 Stunden) diente zum einen der Reparatur des ersten Solarzellenpaneels. Dazu wurde es kurzzeitig um etwa einen Meter wieder eingefahren. Anschließend wurden die Spanndrähte entwirrt und gespannt. Zum zweiten montierten Tanner und Noriega ein Gerät zur Messung des elektrischen Potentials in der Umgebung der Station an der Spitze des Solarzellenmoduls P6. Bei hoher elektrostatischer Aufladung sollen Elektronen-Emitter dafür sorgen, dass keine Lichtbögen an den Paneelen entstehen. Schließlich installierten die beiden Astronauten ein Kamerakabel auf Unity. Eine kleine Kamera sollte beim nächsten Shuttle-Flug das Andocken des Labormoduls Destiny erleichtern.
Am 8. Dezember öffneten die Raumfahrer die Luken zwischen den beiden Raumfahrzeugen. Sie transportierten Geräte, Versorgungsgüter und Abfälle und unternahmen ein gemeinsames Experiment, bei dem die Stabilität des Komplexes während kurzer Antriebsphasen getestet wurde. Nach dem Abkoppeln umflog das Shuttle die Station. Währenddessen wurden detaillierte Aufnahmen vor allem von den neuen Bauteilen gemacht. Die Endeavour landete planmäßig am 11. Dezember in Florida.